# Khaled Lemmouchia
Khaled Lemmouchia (Givors, 6 de dezembro de 1981) é um futebolista profissional argelino que atua como meia.

## Carreira
Khaled Lemmouchia representou o elenco da Seleção Argelina de Futebol no Campeonato Africano das Nações de 2013.